# Les Chavannes-en-Maurienne
Les Chavannes-en-Maurienne település Franciaországban, Savoie megyében. Lakosainak száma 216 fő (2022. január 1.). Les Chavannes-en-Maurienne La Chambre, La Chapelle, Notre-Dame-du-Cruet, Saint-Rémy-de-Maurienne és Saint François Longchamp községekkel határos.

## Népesség
A település népességének változása:
| Lakosok száma | 247  | 255  | 264  | 246  | 234  | 222  | 223  | 221  | 216  |
|               | 2013 | 2015 | 2016 | 2017 | 2018 | 2019 | 2020 | 2021 | 2022 |